# Clavier Dodeka

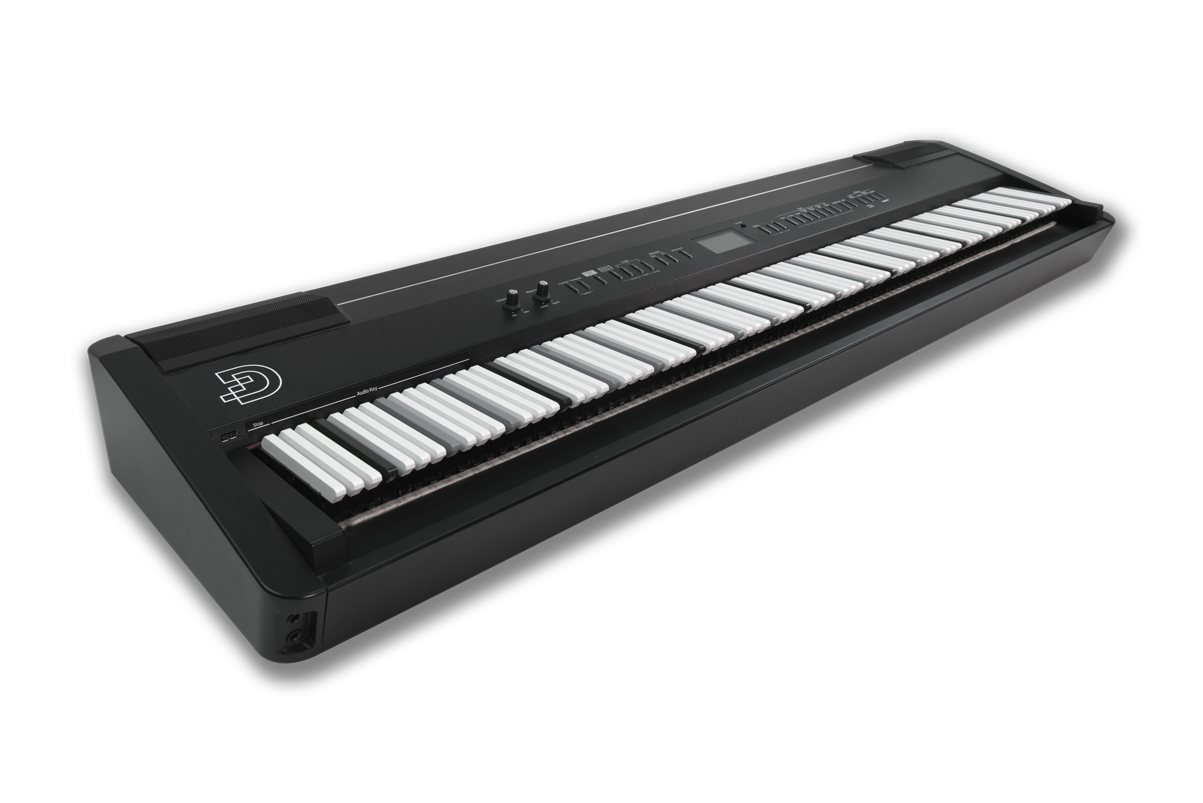

Le clavier Dodeka est un clavier musical qui affiche une disposition des touches selon une configuration linéaire et symétrique.
Inventé et conçu par Jacques-Daniel Rochat, le clavier Dodeka est un design de clavier de piano qui dispose les touches selon une seule rangée et de manière linéaire. Sur ce clavier, quatre touches sont mises en évidence afin d'indiquer les octaves. Cette disposition cherche à apporter une approche plus raisonnée et chromatique de la musique et de la performance ,. En tant que clavier isomorphe et en espaçant de manière égale toutes les touches sur le clavier, toute séquence musicale ou intervalle possède la même forme ainsi que le même doigté quelle que soit la tonalité jouée 

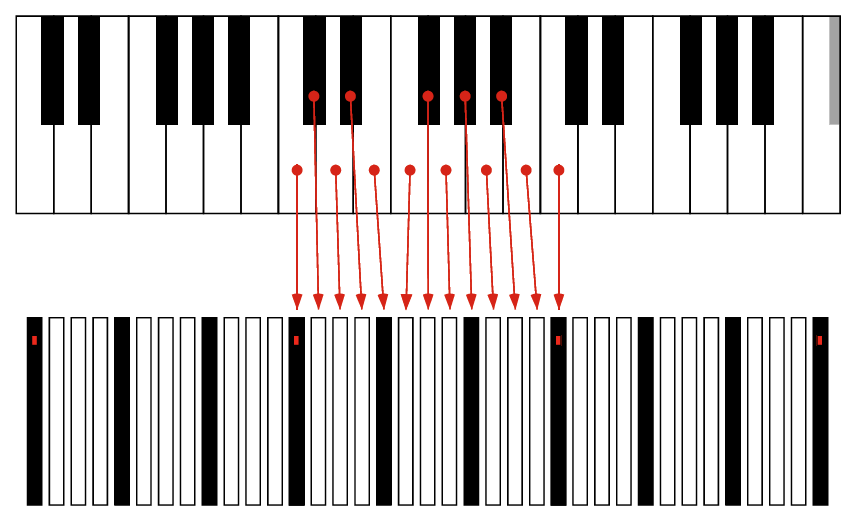
Comparaison entre le clavier Dodeka et le clavier traditionnel

## Relation avec la notation musicale
En parallèle au clavier, l'inventeur de Dodeka  a été développé  à une notation musicale alternative: la notation musicale Dodeka qui fonctionne spécifiquement pour le design de clavier Dodeka.

## Logiciel
Le clavier Dodeka est également disponible sur une application iPad: Dodeka Music 

## À voir également
- Claviers isomorphes